# Гепатит D
Гепатит D (рідше Гепатит-дельта від грецької букви «δ», яка є четвертою буквою грецького алфавіту, символізує те, що цей вірусний гепатит описано четвертим після гепатитів А, B і C; також гепатит В з дельта-агентом) — вірусна антропонозна хвороба з гемоконтактним, рідше вертикальним механізмом передачі, який спричиняє дефектний РНК-вірус, реплікація якого можлива лише за наявності в організмі хворого поверхневого антигену вірусу гепатиту B — HBsAg. Загалом характеризується тяжчим клінічним перебігом та наслідками, ніж гепатит В. Для перебігу гепатиту D характерне запальне ураження печінки — гепатит.
Найважливішою особливістю збудника є його облігатна залежність від наявності допоміжного вірусу, в ролі якого виступає вірус гепатиту B. Тільки при його наявності в організмі людини можлива реплікація вірусу гепатиту D, і тому цей вірус діє виключно в коінфекції з вірусом гепатиту B.

## Історичні відомості
У 1977 році група італійських науковців на чолі з М. Різетто у гепатоцитах хворих на гепатит В виявили невідомий антиген. Спочатку його розцінили як ще один (4-й) антиген вірусу гепатиту В серед відомих на той час антигенів, у зв'язку з чим він і отримав свою назву: дельта — 4-а буква грецького алфавіту. У подальшому експериментальне зараження шимпанзе сироватками крові, які містили цей антиген, довело, що йдеться про новий вірус. У 1986 pоці американські дослідники на чолі з К.-Ш. Вонг вперше описали структуру та послідовність всіх складових геному вірусу гепатиту D.

## Етіологія
Особливості гепатиту D пов'язані з тим, що в геномі його вірусу немає ділянок, які кодують білки вірусної оболонки, що на ранній стадії його вивчення дало привід науковцям віднести вірус гепатиту D до віроїдів. На відміну від останніх, у нього, окрім нуклеїнової кислоти, є власний антиген. Тому за сучасною класифікацією вірусів вірус гепатиту D не відноситься до жодної родини, його вважають єдиним видом роду Deltavirus.
Це найменший з усіх вірусів тварин. Його нуклеокапсид містить дельта-антиген (HDAg) та одноланцюгову РНК негативної полярності. Зовнішнєю оболонкою вірусу є HBsAg. Наявні два різновиди HDAg: з молекулярною массою 24 кДа (HDAg-S) та 27 кДа (HDAg-L) із виразними відмінностями у життєдіяльності вірусу. Вважають, що форма HDAg-S посилює реплікацію РНК вірусу гепатиту D, а форма HDAg-L бере участь у зборці вірусних часток та зменшує швидкість реплікації РНК вірусу гепатиту D. Однією із найважливіших властивостей вірусу гепатиту D є його здатність пригнічувати реплікацію вірусу гепатиту В.
Є три генотипи та кілька субтипів вірусу гепатиту D. Генотип І зустрічається загалом в Європі, Північній Америці, Південно-Тихоокеанському регіоні й на Близькому Сході. Генотип ІІ розповсюджений на о. Тайвань та Японських островах. Генотип ІІІ зустрічається зазвичай у Південній Америці та в Центральній Африці. Усі генотипи ВГD відносяться до одного серотипу.
Вірус стійкій у довкіллі, на нього не впливають кислоти та ультрафіолетове опромінення. Його можна інактивувати протеазами та лугами. Багаторазове заморожування і відтаювання не змінюють його активність.

## Епідеміологічні особливості
Основне джерело інфекції — хворі на хронічний гепатит В, які інфіковані вірусом гепатиту D. Механізм передачі інфекції — гемоконтактний. Основний шлях передачі — парентеральний, переважно через кров.
Вірус гепатиту D передається так само, як HBV: через шкіру або слизові оболонки при контакті з інфікованими кров'ю або продуктами крові. Ризик зараження особливо великий у постійних реципієнтів донорської крові та її препаратів (хворі на гемофілію), осіб, які часто хворіють та отримують парентеральні втручання, ін'єкційні наркомани та ін. Вертикальна передача хоча й можлива, але відбувається рідко. Перинатальний шлях нечастий, але розвиток конфекції гепатиту В та D у новонароджених можливий. Імовірна статева передача.
До ризику інфікування піддаються хворі на хронічний гепатит B. У світі біля 5 % носіїв HBsAg (18 млн людей) інфіковані вірусом гепатиту D. Особи, у яких немає імунітету до вірусу гепатиту B (як природного, отриманого після гострого гепатиту В, так і в результаті імунізації вакциною), піддаються ризику інфікування, що пов'язане одночасно й з ризиком інфікування гепатитом D. Ризик зараження особливо великий у постійних реципієнтів донорської крові та її препаратів (хворі на гемофілію), особи, які часто хворіють та отримують парентеральні втручання, ін'єкційні наркомани тощо. Розповсюдженість гепатиту D у дітей в слаборозвинутих країнах, ендемічних по цьому захворюванню за відсутності парентеральних втручань, не виключає передачу вірусу через ушкоджену шкіру. Вакцинація проти гепатиту B дозволяє запобігти коінфекції з гепатитом D, і тому розширення програм імунізації дітей проти гепатиту B призвело до зниження захворюваності гепатитом D у світі. Однак в деяких регіонах спостерігається зростання поширеності гепатиту D серед людей, які вживають ін'єкційні наркотики, або в результаті міграції з районів, ендемічних по гепатиту D.
Перенесена хвороба залишає по собі стійкий імунітет.

## Патогенез
Після потрапляння в організм вірус гепатиту D одразу оточує себе HBsAg, далі попадає в гепатоцити, оскільки вони мають на своїй поверхні полімеризований альбумін, який є спорідненим до HBsAg. На відміну від вірусів гепатитів В і С позапечінкову реплікацію вірусу гепатиту D не виявлено.
У патогенезі пошкодження печінки ведучу роль грає пряма цитопатична дія вірусу (вірусний цитоліз) гепатиту D на паренхіму, про що свідчить значне переважання некротичних змін над запальними. Але у деяких пацієнтів із значними порушеннями імунітету за відсутності цитопатичної дії також є ураження гепатоцитів, що не виключає роль імунного пошкодження (імунний цитоліз) печінки.
Ймовірні два варіанта зараження: коінфекція — у разі одномоментного потрапляненя вірусів гепатиту В та D в організм людини, а також суперінфекція — в разі потрапляння вірусу гепатиту D до людей, які були раніше інфіковані вірусом гепатиту В як от за наявності хронічного гепатиту В чи носійства HBsAg.
Коінфекцією в такій ситуації називають гострий гепатит поєднаної етіології гепатит В+D, або гепатит В з дельта-агентом. У цьому випадку активна реплікація вірусу гепатиту D здійснюється лише після напрацювання структурних елементів вірусу гепатиту В, насамперед, HBsAg, без чого вірус D не може реплікуватися. Тривалість реплікації вірусу гепатиту D обмежується тривалістю HBs-антигенемії та закінчується після щезнення HBsAg. Зрештою така конфекція має самолімітуючий характер та, зазвичай, клінічний перебіг хвороби практично не відрізняється від моноінфекції вірусом гепатиту В.
Суперінфекція йде з розвитком гострого гепатиту D. При цьому участь вірусу гепатиту В у патогенезі хвороби мінімальна, а всі патологічні зрушення в печінці обумовлені саме вірусом гепатиту D. Суперінфекція перебігає тяжко аж до розвитку фульмінантної форми з гепатонекрозом або швидко прогресуючого цирозу печінки. Це пов'язано з цим, що у хворих на хронічний гепатит В або носіїв HBsAg постійно відбувається відновлення цього антигену, тому вірус гепатиту D має цілком сприятливі умови для своєї швидкої реплікації. Механізм того, чого вірус гепатиту D спричинює більш тяжкий гепатит і прискорений розвиток фіброзу печінки й, відповідно цирозу, в порівнянні з дією одного лише вірусу гепатиту B залишається невиясненим.

## Клінічні прояви
Згідно з МКХ 10 у розділі I «Деякі інфекційні та паразитарні хвороби», у блоці «Вірусний гепатит» виділяють:
- Гострий гепатит В з дельта-агентом (коінфекція) та печінковою комою (В16.0);
- Гострий гепатит В з дельта-агентом (коінфекція) без печінкової коми (В16.1);.
- Гостра дельта суперінфекція вірусоносія гепатиту В (В17.0);
- Хронічний вірусний гепатит В з дельта-агентом (В18.0);

При коінфекції одночасне інфікування вірусами гепатитів B і D може призводити до гострого гепатиту у середньотяжкій або тяжкій формі, яка може навіть дійти до фульмінантного перебігу, але зазвичай настає повне одужання і хронічний гепатит D розвивається рідко (менш ніж в 5 % випадків гострого гепатиту).
При гострому гепатиті В з дельта-агентом без печінкової коми переджовтяничний період починається з астеноневротичних та диспепсичних проявів: слабкість, підвищена втомлюваність, зниження апетиту аж до анорексії. Частіше, ніж при гострому гепатиті В, розвиваються артралгії, особливо у великих суглобах, а також дискомфорт у правому підребер'ї. Друга характерна відміна від гострого гепатиту В — підйом температури тіла до 38°С та вище у переджовтяничному періоді, а також його незначна тривалість — до 5-ти днів. Жовтяничний період характеризується зростанням клінічних проявів: збереженням артралгій, можливий субфебрилітет, уртикарний висип на шкірі. Останні 2 симптоми прогностично несприятливі, вказують на подальший тяжкий перебіг гепатиту. Збільшується печінка та селезінка, підвищення в крові активності амінотрансфераз зазвичай вище, ніж при моноінфекції гепатиту В, також значно підвищуються показники тимолової проби, що не є характерним для гострого гепатиту В. Гіпербілірубінемія триває до 1,5 місяців, гіперферментемія — до 2-3 місяців. Хвороба частіше має хвилеподібний перебіг з періодами клінічного або клініко-лабораторного загострення. 
При гострому гепатиті В з дельта-агентом з печінковою комою розвиваються клінічні прояви, притаманні фульмінатному перебігу вірусного гепатиту, проявляється гострою печінковою недостатністю, печінковою енцефалопатією.  
Вірус гепатиту D може інфікувати людину, що вже має вірусоносійство або ж хронічний гепатит B. Гостра дельта-суперінфекція у такому випадку може перебігати як в маніфестній, так і в стертій формі, але більш ніж у половині випадків все ж таки реєструється епізод жовтяниці. При хронічному вірусному гепатиті В з дельта-агентом одужання наступає дуже рідко, наслідки майже завжди несприятливі: летальні випадки (при фульмінантному перебігу), хронічний гепатит формується майже у 80% хворих з високою активність та швидким формуванням цирозу. Суперінфекція HDV прискорює розвиток цирозу — він розвивається майже на 10 років раніше в порівнянні з пацієнтами з моноінфекцією хронічного гепатиту В, незважаючи на те, що вірус гепатиту D пригнічує реплікацію вірусу гепатиту B.

## Ускладнення
При фульмінатному клінічному перебігу розвивається гостра печінкова енцефалопатія. При цирозі печінки можуть бути кровотечі. Може сформуватися гепатоцелюлярна карцинома, маніфестувати автоімунні прояви. Летальність висока.

## Діагностика
За неускладненого клінічного перебігу у клінічному аналізі крові виявляється лейкопенія з лімфомоноцитозом, при виникненні гострої печінкової енцефалопатії ймовірний помірний лейкоцитоз з нейтрофільозом. У біохімічному аналізі крові Відзначається відповідне ступеню тяжкості зростання рівня загального білірубіну, його фракцій, активності АлАТ та АсАТ.
Специфічна діагностика заснована на виявленні маркерів активної реплікації вірусів у полімеразній ланцюговій реакції (ПЛР): РНК вірусу гепатиту D та ДНК вірусу гепатиту В. З перших днів жовтяниці у сироватці крові виявляються HBsAg, антиHBсIgM, HBеAg, HDVAg та анти-дельта IgM (основний маркер). Приблизно у 20 % пацієнтів не вдається виявити анти-дельтаIgM, а IgG можуть з'являтися лише на 30-60-у добу захворювання. Тому без повторного визначення анти-дельтаIgG хворобу можна не діагностувати.

## Лікування
Спеціального лікування вірусного гепатиту D немає. Проводиться як при гепатиті В. Всі хворі на гострий гепатит D мають бути госпіталізовані. Для гострого гепатиту В немає ефективного специфічного лікування. Тому ведучою є патогенетична терапія, спрямована на підтримку порушеної функції печінки.
Стійка реплікація вірусу гепатиту D є найбільш важливим предиктором смертності та необхідності противірусної терапії. Хронічний гепатит В лікується за допомогою лікарських засобів, включаючи оральні противірусні препарати. Тривалий час єдиним препаратом для лікування хронічного гепатиту В був ламівудин. Наразі ВООЗ рекомендує застосовувати орально тенофовір або ентекавір, так як вони є ефективнішими проти вірусу гепатиту В , ніж ламівудин. Їхнє застосування рідко призводить до лікарської стійкості, їх легко приймати (одна таблетка на день), і у них мало побічних ефектів, в результаті чого залишається лише здійснити незначне моніторингове обстеження. 
Для деяких людей у місцях із високим рівнем доходу є можливість лікування за допомогою ін'єкцій пегільованого інтерферону альфа-2а і альфа-2b, адже це лікування здатне призвести до повної елімінації обох вірусів, але таке лікування менш здійсненне в місцях з низьким рівнем ресурсів через високу вартість і значних побічних ефектів, які потребують уважного моніторингу.. Оптимальна тривалість терапії з точністю не визначена, як і період після закінчення терапії, протягом якого пацієнти повинні залишатися негативними на РНК вірусу гепатиту D і ДНК вірусу B для досягнення стійкої вірусологічної відповіді. Терапія може проводитися більше одного року.
Загальні рівні стійкої вірусологічної відповіді залишаються низькими, в тому числі серед дітей, і у більшості пацієнтів після припинення терапії спостерігаються рецидиви. Для пацієнтів з фульмінантним гепатитом і вірусним цирозом печінки на останніх стадіях слід розглянути можливість трансплантації печінки.

## Профілактика
Для профілактики і контролю інфекції, спричиненої вірусом гепатиту D, необхідно запобігати передачу вірусу гепатиту B шляхом імунізації. Імунізація проти гепатиту B не забезпечує захисту від вірусу гепатиту D для тих, хто вже інфікований вірусом гепатиту B.
Для попередження захворювання слід уникати: незахищених сексуальних контактів, переливань крові, повторного використання шприців та інших інструментів.

## Основні факти
- Вірус гепатиту D (HDV) являє собою вірус, який містить РНК, для реплікації якого обов'язково необхідний вірус гепатиту B (HBV). Інфікування HDV відбувається тільки одночасно з HBV або інфекція HDV є суперінфекцією по відношенню до HBV.

- Вірус передається при контакті з кров'ю або іншими фізіологічними рідинами інфікованої людини.

- Вертикальна передача від матері дитині відбувається рідко.

- Приблизно 15 мільйонів людей у світі мають хронічну коінфекцію HDV і HBV.

- На даний час ефективного противірусного лікування гепатиту D немає.

- Передачі HDV можна запобігати за допомогою імунізації проти гепатиту B.[2]

## Всесвітній день боротьби з вірусними гепатитами
Всесвітній день боротьби з вірусними гепатитами відзначається щорічно 28 липня і покликаний інформувати населення про вірусні гепатити.